# Хвощеватый (Каменский район)
Хвощева́тый — хутор в Каменском районе Воронежской области России.
Входит в состав Дегтяренского сельского поселения

## Население
| 2010 |
| ---- |
| 103  |

## Улицы
На хуторе имеются две улицы: Гагарина и Длинная.